# Solenostoma lignicola
Solenostoma lignicola là một loài rêu tản trong họ Jungermanniaceae. Loài này được (Schiffner) Váňa, Hentschel & J. Heinrichs miêu tả khoa học lần đầu tiên năm.